# 中郡

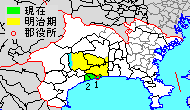
神奈川県中郡の範囲（1.大磯町 2.二宮町 水色：後に他郡から編入した区域）

中郡（なかぐん）は、神奈川県の郡。
人口57,314人、面積26.26km²、人口密度2,183人/km²。（2025年2月1日、推計人口）
以下の2町からなる。
- 大磯町（おおいそまち）
- 二宮町（にのみやまち）

## 郡域
発足時の郡域は現在の2町以外では、現在の行政区画では概ね以下の区域に相当する。
- 伊勢原市（全域）
- 平塚市（全域）
- 秦野市（旧上秦野村、大字栃窪を除く全域、のちに両地域は順次編入され西秦野町となり中郡となる）
- 厚木市（ごく一部）

## 歴史
戦国時代に小田原を拠点に関東地方を支配した後北条氏は、相模国を西郡（足柄地域）、中郡（相模川以西）、東郡（相模川以東）、三浦郡（三浦半島）に分けて統治した。当郡はその「中郡」の南部に当たる。

### 沿革

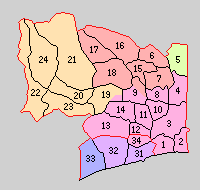
1.平塚町 2.須馬村 3.大野村 4.神田村 5.相川村 6.成瀬村 7.大田村 8.城島村 9.岡崎村 10.豊田村 11.金田村 12.小中村 13.土沢村 14.金目村 15.伊勢原町 16.高部屋村 17.大山町 18.比々多村 19.大根村 20.秦野町 21.東秦野村 22.西秦野村 23.南秦野村 24.北秦野村 31.大磯町 32.国府村 33.吾妻村 34.山背村（赤：平塚市 紫：大磯町 橙：伊勢原市 黄：秦野市 緑：厚木市 青：合併なし）

- 明治29年（1896年）4月1日 - 郡制の施行のため、大住郡・淘綾郡が合併して中郡が発足[1]。郡役所は大磯町（現在の町立図書館の敷地）に設置。（5町23村）
  - 旧大住郡 - 平塚町、須馬村、大野村、神田村、相川村、成瀬村、大田村、城島村、岡崎村、豊田村、金田村、小中村、土沢村、金目村、伊勢原町、高部屋村、大山町、比々多村、大根村、秦野町、東秦野村、西秦野村、南秦野村、北秦野村
  - 旧淘綾郡 - 大磯町、国府村、吾妻村、山背村
- 明治32年（1899年）4月1日 - 郡制を施行。
- 明治42年（1909年）4月1日 - 小中村と山背村が合併して旭村が発足。（5町22村）
- 大正12年（1926年）4月1日 - 郡会が廃止。ただし、郡役所は残務処理のため存続。
- 大正15年（1926年）7月1日 - 郡役所が廃止。以降は地域区分名称となる。
- 昭和2年（1927年）1月1日 - 須馬村が町制施行して須馬町となる。（6町21村）
- 昭和4年（1929年）4月1日 - 須馬町が平塚町に編入。（5町21村）
- 昭和7年（1932年）4月1日 - 平塚町が市制施行して平塚市となり、郡から離脱。（4町21村）
- 昭和10年（1935年）11月3日 - 吾妻村が町制施行・改称して二宮町となる。（5町20村）
- 昭和15年（1940年）6月1日 - 南秦野村が町制施行して南秦野町となる。（6町19村）
- 昭和19年（1944年）2月11日 - 大野村が町制施行して大野町となる。（7町18村）
- 昭和26年（1951年）6月20日 - 足柄上郡相和村の一部（大字栃窪）が西秦野村に編入。
- 昭和27年（1952年）4月1日 - 国府村が町制施行して国府町となる。（8町17村）
- 昭和29年（1954年）7月15日 - 旭村が平塚市に編入。（8町16村）
  - 12月1日（6町12村）
    - 伊勢原町・成瀬村・大田村・高部屋村・大山町・比々多村が合併し、改めて伊勢原町が発足。
    - 大磯町・国府町が合併し、改めて大磯町が発足。
- 昭和30年（1955年）
  - 1月1日 - 秦野町・南秦野町・東秦野村・北秦野村が合併して秦野市が発足し、郡から離脱。（4町10村）
  - 3月2日 - 大根村の一部（大字真田）が金目村に編入。
  - 4月15日 - 大根村が秦野市に編入。（4町9村）
  - 7月8日 - 相川村が厚木市に編入。（4町8村）
  - 7月28日 - 西秦野村が足柄上郡上秦野村と合併して中郡西秦野町が発足。（5町7村）
- 昭和31年（1956年）
  - 4月1日 - 豊田村が大野町に編入。（5町6村）
  - 9月30日
    - 大野町・神田村・城島村・金田村・土沢村および岡崎村の一部（大字馬渡、大句を除く）が平塚市に編入。
    - 岡崎村の残部（大字馬渡、大句）が伊勢原町に編入。（4町1村）
- 昭和32年（1957年）10月1日 - 金目村が平塚市に編入。（4町）
- 昭和38年（1963年）1月1日 - 西秦野町が秦野市に編入。（3町）
- 昭和46年（1971年）3月1日 - 伊勢原町が市制施行して伊勢原市となり、郡から離脱。（2町）

### 変遷表
| 所 属 郡    | 明治以前   | 明治初年 - 明治22年    | 明治22年 4月1日 町村制施行 | 明治22年 - 大正15年 | 昭和元年 - 昭和25年       | 昭和元年 - 昭和25年        | 昭和元年 - 昭和25年             | 昭和26年 - 昭和30年            | 昭和26年 - 昭和30年          | 昭和31年 - 昭和40年         | 昭和31年 - 昭和40年            | 昭和41年 - 現在              | 現在     |
| ----------- | ---------- | ---------------------- | -------------------------- | ------------------- | ------------------------- | -------------------------- | ------------------------------- | ------------------------------ | ---------------------------- | --------------------------- | ------------------------------ | ---------------------------- | -------- |
| 足 柄 上 郡 | 菖蒲村     | 菖蒲村                 | 足柄上郡 上秦野村          | 足柄上郡上秦野村    | 足柄上郡上秦野村          | 足柄上郡上秦野村           | 足柄上郡上秦野村                | 足柄上郡上秦野村               | 昭和30年7月28日 西秦野町     | 西秦野町                    | 昭和38年1月1日 秦野市に編入    | 秦野市                       | 秦野市   |
| 足 柄 上 郡 | 八沢村     | 八沢村                 | 足柄上郡 上秦野村          | 足柄上郡上秦野村    | 足柄上郡上秦野村          | 足柄上郡上秦野村           | 足柄上郡上秦野村                | 足柄上郡上秦野村               | 昭和30年7月28日 西秦野町     | 西秦野町                    | 昭和38年1月1日 秦野市に編入    | 秦野市                       | 秦野市   |
| 足 柄 上 郡 | 柳川村     | 柳川村                 | 足柄上郡 上秦野村          | 足柄上郡上秦野村    | 足柄上郡上秦野村          | 足柄上郡上秦野村           | 足柄上郡上秦野村                | 足柄上郡上秦野村               | 昭和30年7月28日 西秦野町     | 西秦野町                    | 昭和38年1月1日 秦野市に編入    | 秦野市                       | 秦野市   |
| 足 柄 上 郡 | 三廻部村   | 三廻部村               | 足柄上郡 上秦野村          | 足柄上郡上秦野村    | 足柄上郡上秦野村          | 足柄上郡上秦野村           | 足柄上郡上秦野村                | 足柄上郡上秦野村               | 昭和30年7月28日 西秦野町     | 西秦野町                    | 昭和38年1月1日 秦野市に編入    | 秦野市                       | 秦野市   |
| 足 柄 上 郡 | 栃窪村     | 栃窪村                 | 足柄上郡 上中村            | 足柄上郡上中村      | 足柄上郡上中村            | 足柄上郡上中村             | 昭和21年11月3日 足柄上郡相和村  | 昭和26年6月20日 西秦野村に編入 | 昭和30年7月28日 西秦野町     | 西秦野町                    | 昭和38年1月1日 秦野市に編入    | 秦野市                       | 秦野市   |
| 大 住 郡    | 堀沼城村   | 明治20年 堀西村        | 西秦野村                   | 西秦野村            | 西秦野村                  | 西秦野村                   | 西秦野村                        | 西秦野村                       | 昭和30年7月28日 西秦野町     | 西秦野町                    | 昭和38年1月1日 秦野市に編入    | 秦野市                       | 秦野市   |
| 大 住 郡    | 堀斎藤村   | 明治20年 堀西村        | 西秦野村                   | 西秦野村            | 西秦野村                  | 西秦野村                   | 西秦野村                        | 西秦野村                       | 昭和30年7月28日 西秦野町     | 西秦野町                    | 昭和38年1月1日 秦野市に編入    | 秦野市                       | 秦野市   |
| 大 住 郡    | 堀川村     | 堀川村                 | 西秦野村                   | 西秦野村            | 西秦野村                  | 西秦野村                   | 西秦野村                        | 西秦野村                       | 昭和30年7月28日 西秦野町     | 西秦野町                    | 昭和38年1月1日 秦野市に編入    | 秦野市                       | 秦野市   |
| 大 住 郡    | 千村       | 千村                   | 西秦野村                   | 西秦野村            | 西秦野村                  | 西秦野村                   | 西秦野村                        | 西秦野村                       | 昭和30年7月28日 西秦野町     | 西秦野町                    | 昭和38年1月1日 秦野市に編入    | 秦野市                       | 秦野市   |
| 大 住 郡    | 堀山下村   | 堀山下村               | 西秦野村                   | 西秦野村            | 西秦野村                  | 西秦野村                   | 西秦野村                        | 西秦野村                       | 昭和30年7月28日 西秦野町     | 西秦野町                    | 昭和38年1月1日 秦野市に編入    | 秦野市                       | 秦野市   |
| 大 住 郡    | 渋沢村     | 渋沢村                 | 西秦野村                   | 西秦野村            | 西秦野村                  | 西秦野村                   | 西秦野村                        | 西秦野村                       | 昭和30年7月28日 西秦野町     | 西秦野町                    | 昭和38年1月1日 秦野市に編入    | 秦野市                       | 秦野市   |
| 大 住 郡    | 曽屋村     | 曽屋村                 | 秦野町                     | 秦野町              | 秦野町                    | 秦野町                     | 秦野町                          | 秦野町                         | 昭和30年1月1日 秦野市        | 秦野市                      | 秦野市                         | 秦野市                       | 秦野市   |
| 大 住 郡    | 上大槻村   | 上大槻村               | 秦野町                     | 秦野町              | 秦野町                    | 秦野町                     | 秦野町                          | 秦野町                         | 昭和30年1月1日 秦野市        | 秦野市                      | 秦野市                         | 秦野市                       | 秦野市   |
| 大 住 郡    | 菩提村     | 菩提村                 | 北秦野村                   | 北秦野村            | 北秦野村                  | 北秦野村                   | 北秦野村                        | 北秦野村                       | 昭和30年1月1日 秦野市        | 秦野市                      | 秦野市                         | 秦野市                       | 秦野市   |
| 大 住 郡    | 羽根村     | 羽根村                 | 北秦野村                   | 北秦野村            | 北秦野村                  | 北秦野村                   | 北秦野村                        | 北秦野村                       | 昭和30年1月1日 秦野市        | 秦野市                      | 秦野市                         | 秦野市                       | 秦野市   |
| 大 住 郡    | 三屋村     | 三屋村                 | 北秦野村                   | 北秦野村            | 北秦野村                  | 北秦野村                   | 北秦野村                        | 北秦野村                       | 昭和30年1月1日 秦野市        | 秦野市                      | 秦野市                         | 秦野市                       | 秦野市   |
| 大 住 郡    | 横野村     | 横野村                 | 北秦野村                   | 北秦野村            | 北秦野村                  | 北秦野村                   | 北秦野村                        | 北秦野村                       | 昭和30年1月1日 秦野市        | 秦野市                      | 秦野市                         | 秦野市                       | 秦野市   |
| 大 住 郡    | 戸川村     | 戸川村                 | 北秦野村                   | 北秦野村            | 北秦野村                  | 北秦野村                   | 北秦野村                        | 北秦野村                       | 昭和30年1月1日 秦野市        | 秦野市                      | 秦野市                         | 秦野市                       | 秦野市   |
| 大 住 郡    | 東田原村   | 東田原村               | 東秦野村                   | 東秦野村            | 東秦野村                  | 東秦野村                   | 東秦野村                        | 東秦野村                       | 昭和30年1月1日 秦野市        | 秦野市                      | 秦野市                         | 秦野市                       | 秦野市   |
| 大 住 郡    | 蓑毛村     | 蓑毛村                 | 東秦野村                   | 東秦野村            | 東秦野村                  | 東秦野村                   | 東秦野村                        | 東秦野村                       | 昭和30年1月1日 秦野市        | 秦野市                      | 秦野市                         | 秦野市                       | 秦野市   |
| 大 住 郡    | 名古木村   | 名古木村               | 東秦野村                   | 東秦野村            | 東秦野村                  | 東秦野村                   | 東秦野村                        | 東秦野村                       | 昭和30年1月1日 秦野市        | 秦野市                      | 秦野市                         | 秦野市                       | 秦野市   |
| 大 住 郡    | 西田原村   | 西田原村               | 東秦野村                   | 東秦野村            | 東秦野村                  | 東秦野村                   | 東秦野村                        | 東秦野村                       | 昭和30年1月1日 秦野市        | 秦野市                      | 秦野市                         | 秦野市                       | 秦野市   |
| 大 住 郡    | 小蓑毛村   | 小蓑毛村               | 東秦野村                   | 東秦野村            | 東秦野村                  | 東秦野村                   | 東秦野村                        | 東秦野村                       | 昭和30年1月1日 秦野市        | 秦野市                      | 秦野市                         | 秦野市                       | 秦野市   |
| 大 住 郡    | 寺山村     | 寺山村                 | 東秦野村                   | 東秦野村            | 東秦野村                  | 東秦野村                   | 東秦野村                        | 東秦野村                       | 昭和30年1月1日 秦野市        | 秦野市                      | 秦野市                         | 秦野市                       | 秦野市   |
| 大 住 郡    | 落合村     | 落合村                 | 東秦野村                   | 東秦野村            | 東秦野村                  | 東秦野村                   | 東秦野村                        | 東秦野村                       | 昭和30年1月1日 秦野市        | 秦野市                      | 秦野市                         | 秦野市                       | 秦野市   |
| 大 住 郡    | 今泉村     | 今泉村                 | 南秦野村                   | 南秦野村            | 南秦野村                  | 南秦野村                   | 昭和15年6月1日 町制 南秦野町    | 南秦野町                       | 昭和30年1月1日 秦野市        | 秦野市                      | 秦野市                         | 秦野市                       | 秦野市   |
| 大 住 郡    | 大竹村     | 明治初年 改称 西大竹村 | 南秦野村                   | 南秦野村            | 南秦野村                  | 南秦野村                   | 昭和15年6月1日 町制 南秦野町    | 南秦野町                       | 昭和30年1月1日 秦野市        | 秦野市                      | 秦野市                         | 秦野市                       | 秦野市   |
| 大 住 郡    | 尾尻村     | 尾尻村                 | 南秦野村                   | 南秦野村            | 南秦野村                  | 南秦野村                   | 昭和15年6月1日 町制 南秦野町    | 南秦野町                       | 昭和30年1月1日 秦野市        | 秦野市                      | 秦野市                         | 秦野市                       | 秦野市   |
| 大 住 郡    | 平沢村     | 平沢村                 | 南秦野村                   | 南秦野村            | 南秦野村                  | 南秦野村                   | 昭和15年6月1日 町制 南秦野町    | 南秦野町                       | 昭和30年1月1日 秦野市        | 秦野市                      | 秦野市                         | 秦野市                       | 秦野市   |
| 大 住 郡    | 北矢名村   | 北矢名村               | 大根村                     | 大根村              | 大根村                    | 大根村                     | 大根村                          | 大根村                         | 昭和30年4月15日 秦野市に編入 | 秦野市                      | 秦野市                         | 秦野市                       | 秦野市   |
| 大 住 郡    | 南矢名村   | 南矢名村               | 大根村                     | 大根村              | 大根村                    | 大根村                     | 大根村                          | 大根村                         | 昭和30年4月15日 秦野市に編入 | 秦野市                      | 秦野市                         | 秦野市                       | 秦野市   |
| 大 住 郡    | 落幡村     | 落幡村                 | 大根村                     | 大根村              | 大根村                    | 大根村                     | 大根村                          | 大根村                         | 昭和30年4月15日 秦野市に編入 | 秦野市                      | 秦野市                         | 秦野市                       | 秦野市   |
| 大 住 郡    | 下大槻村   | 下大槻村               | 大根村                     | 大根村              | 大根村                    | 大根村                     | 大根村                          | 大根村                         | 昭和30年4月15日 秦野市に編入 | 秦野市                      | 秦野市                         | 秦野市                       | 秦野市   |
| 大 住 郡    | 真田村     | 真田村                 | 大根村                     | 大根村              | 大根村                    | 大根村                     | 大根村                          | 大根村                         | 昭和30年3月2日 金目村に編入  | 金目村                      | 昭和32年10月1日 平塚市に編入   | 平塚市                       | 平塚市   |
| 大 住 郡    | 北金目村   | 北金目村               | 金目村                     | 金目村              | 金目村                    | 金目村                     | 金目村                          | 金目村                         | 金目村                       | 金目村                      | 昭和32年10月1日 平塚市に編入   | 平塚市                       | 平塚市   |
| 大 住 郡    | 南金目村   | 南金目村               | 金目村                     | 金目村              | 金目村                    | 金目村                     | 金目村                          | 金目村                         | 金目村                       | 金目村                      | 昭和32年10月1日 平塚市に編入   | 平塚市                       | 平塚市   |
| 大 住 郡    | 千須谷村   | 千須谷村               | 金目村                     | 金目村              | 金目村                    | 金目村                     | 金目村                          | 金目村                         | 金目村                       | 金目村                      | 昭和32年10月1日 平塚市に編入   | 平塚市                       | 平塚市   |
| 大 住 郡    | 片岡村     | 片岡村                 | 金目村                     | 金目村              | 金目村                    | 金目村                     | 金目村                          | 金目村                         | 金目村                       | 金目村                      | 昭和32年10月1日 平塚市に編入   | 平塚市                       | 平塚市   |
| 大 住 郡    | 広川村     | 広川村                 | 金目村                     | 金目村              | 金目村                    | 金目村                     | 金目村                          | 金目村                         | 金目村                       | 金目村                      | 昭和32年10月1日 平塚市に編入   | 平塚市                       | 平塚市   |
| 大 住 郡    | 平塚宿     | 平塚宿                 | 平塚町                     | 平塚町              | 平塚町                    | 平塚町                     | 昭和7年4月1日 市制 平塚市       | 平塚市                         | 平塚市                       | 平塚市                      | 平塚市                         | 平塚市                       | 平塚市   |
| 大 住 郡    | 平塚新宿   | 平塚新宿               | 平塚町                     | 平塚町              | 平塚町                    | 平塚町                     | 昭和7年4月1日 市制 平塚市       | 平塚市                         | 平塚市                       | 平塚市                      | 平塚市                         | 平塚市                       | 平塚市   |
| 大 住 郡    | 須賀村     | 須賀村                 | 須馬村                     | 須馬村              | 昭和2年1月1日 町制 須馬町 | 昭和4年4月1日 平塚町に編入 | 昭和7年4月1日 市制 平塚市       | 平塚市                         | 平塚市                       | 平塚市                      | 平塚市                         | 平塚市                       | 平塚市   |
| 大 住 郡    | 馬入村     | 馬入村                 | 須馬村                     | 須馬村              | 昭和2年1月1日 町制 須馬町 | 昭和4年4月1日 平塚町に編入 | 昭和7年4月1日 市制 平塚市       | 平塚市                         | 平塚市                       | 平塚市                      | 平塚市                         | 平塚市                       | 平塚市   |
| 大 住 郡    | 松延村     | 明治9年 纒村           | 小中村                     | 明治42年4月1日 旭村 | 旭村                      | 旭村                       | 旭村                            | 旭村                           | 昭和29年7月15日 平塚市に編入 | 平塚市                      | 平塚市                         | 平塚市                       | 平塚市   |
| 大 住 郡    | 友牛村     | 明治9年 纒村           | 小中村                     | 明治42年4月1日 旭村 | 旭村                      | 旭村                       | 旭村                            | 旭村                           | 昭和29年7月15日 平塚市に編入 | 平塚市                      | 平塚市                         | 平塚市                       | 平塚市   |
| 大 住 郡    | 久松村     | 明治9年 纒村           | 小中村                     | 明治42年4月1日 旭村 | 旭村                      | 旭村                       | 旭村                            | 旭村                           | 昭和29年7月15日 平塚市に編入 | 平塚市                      | 平塚市                         | 平塚市                       | 平塚市   |
| 大 住 郡    | 河内村     | 河内村                 | 小中村                     | 明治42年4月1日 旭村 | 旭村                      | 旭村                       | 旭村                            | 旭村                           | 昭和29年7月15日 平塚市に編入 | 平塚市                      | 平塚市                         | 平塚市                       | 平塚市   |
| 大 住 郡    | 根坂間村   | 根坂間村               | 小中村                     | 明治42年4月1日 旭村 | 旭村                      | 旭村                       | 旭村                            | 旭村                           | 昭和29年7月15日 平塚市に編入 | 平塚市                      | 平塚市                         | 平塚市                       | 平塚市   |
| 大 住 郡    | 徳延村     | 徳延村                 | 小中村                     | 明治42年4月1日 旭村 | 旭村                      | 旭村                       | 旭村                            | 旭村                           | 昭和29年7月15日 平塚市に編入 | 平塚市                      | 平塚市                         | 平塚市                       | 平塚市   |
| 大 住 郡    | 公所村     | 公所村                 | 小中村                     | 明治42年4月1日 旭村 | 旭村                      | 旭村                       | 旭村                            | 旭村                           | 昭和29年7月15日 平塚市に編入 | 平塚市                      | 平塚市                         | 平塚市                       | 平塚市   |
| 淘 綾 郡    | 出縄村     | 出縄村                 | 山背村                     | 明治42年4月1日 旭村 | 旭村                      | 旭村                       | 旭村                            | 旭村                           | 昭和29年7月15日 平塚市に編入 | 平塚市                      | 平塚市                         | 平塚市                       | 平塚市   |
| 淘 綾 郡    | 山下村     | 山下村                 | 山背村                     | 明治42年4月1日 旭村 | 旭村                      | 旭村                       | 旭村                            | 旭村                           | 昭和29年7月15日 平塚市に編入 | 平塚市                      | 平塚市                         | 平塚市                       | 平塚市   |
| 淘 綾 郡    | 万田村     | 万田村                 | 山背村                     | 明治42年4月1日 旭村 | 旭村                      | 旭村                       | 旭村                            | 旭村                           | 昭和29年7月15日 平塚市に編入 | 平塚市                      | 平塚市                         | 平塚市                       | 平塚市   |
| 淘 綾 郡    | 高根村     | 高根村                 | 山背村                     | 明治42年4月1日 旭村 | 旭村                      | 旭村                       | 旭村                            | 旭村                           | 昭和29年7月15日 平塚市に編入 | 平塚市                      | 平塚市                         | 平塚市                       | 平塚市   |
| 大 住 郡    | 真土村     | 真土村                 | 大野村                     | 大野村              | 大野村                    | 大野村                     | 昭和19年2月11日 町制 大野町     | 大野町                         | 大野町                       | 大野町                      | 昭和31年9月30日 平塚市に編入   | 平塚市                       | 平塚市   |
| 大 住 郡    | 中原上宿   | 中原上宿               | 大野村                     | 大野村              | 大野村                    | 大野村                     | 昭和19年2月11日 町制 大野町     | 大野町                         | 大野町                       | 大野町                      | 昭和31年9月30日 平塚市に編入   | 平塚市                       | 平塚市   |
| 大 住 郡    | 中原下宿   | 中原下宿               | 大野村                     | 大野村              | 大野村                    | 大野村                     | 昭和19年2月11日 町制 大野町     | 大野町                         | 大野町                       | 大野町                      | 昭和31年9月30日 平塚市に編入   | 平塚市                       | 平塚市   |
| 大 住 郡    | 四ノ宮村   | 四ノ宮村               | 大野村                     | 大野村              | 大野村                    | 大野村                     | 昭和19年2月11日 町制 大野町     | 大野町                         | 大野町                       | 大野町                      | 昭和31年9月30日 平塚市に編入   | 平塚市                       | 平塚市   |
| 大 住 郡    | 八幡村     | 八幡村                 | 大野村                     | 大野村              | 大野村                    | 大野村                     | 昭和19年2月11日 町制 大野町     | 大野町                         | 大野町                       | 大野町                      | 昭和31年9月30日 平塚市に編入   | 平塚市                       | 平塚市   |
| 大 住 郡    | 南原村     | 南原村                 | 大野村                     | 大野村              | 大野村                    | 大野村                     | 昭和19年2月11日 町制 大野町     | 大野町                         | 大野町                       | 大野町                      | 昭和31年9月30日 平塚市に編入   | 平塚市                       | 平塚市   |
| 大 住 郡    | 小峯村     | 小峯村                 | 豊田村                     | 豊田村              | 豊田村                    | 豊田村                     | 豊田村                          | 豊田村                         | 豊田村                       | 昭和31年4月1日 大野町に編入 | 昭和31年9月30日 平塚市に編入   | 平塚市                       | 平塚市   |
| 大 住 郡    | 宮下村     | 宮下村                 | 豊田村                     | 豊田村              | 豊田村                    | 豊田村                     | 豊田村                          | 豊田村                         | 豊田村                       | 昭和31年4月1日 大野町に編入 | 昭和31年9月30日 平塚市に編入   | 平塚市                       | 平塚市   |
| 大 住 郡    | 打間木村   | 打間木村               | 豊田村                     | 豊田村              | 豊田村                    | 豊田村                     | 豊田村                          | 豊田村                         | 豊田村                       | 昭和31年4月1日 大野町に編入 | 昭和31年9月30日 平塚市に編入   | 平塚市                       | 平塚市   |
| 大 住 郡    | 豊田本郷村 | 豊田本郷村             | 豊田村                     | 豊田村              | 豊田村                    | 豊田村                     | 豊田村                          | 豊田村                         | 豊田村                       | 昭和31年4月1日 大野町に編入 | 昭和31年9月30日 平塚市に編入   | 平塚市                       | 平塚市   |
| 大 住 郡    | 平等寺村   | 平等寺村               | 豊田村                     | 豊田村              | 豊田村                    | 豊田村                     | 豊田村                          | 豊田村                         | 豊田村                       | 昭和31年4月1日 大野町に編入 | 昭和31年9月30日 平塚市に編入   | 平塚市                       | 平塚市   |
| 大 住 郡    | 田村       | 田村                   | 神田村                     | 神田村              | 神田村                    | 神田村                     | 神田村                          | 神田村                         | 神田村                       | 神田村                      | 昭和31年9月30日 平塚市に編入   | 平塚市                       | 平塚市   |
| 大 住 郡    | 吉際村     | 吉際村                 | 神田村                     | 神田村              | 神田村                    | 神田村                     | 神田村                          | 神田村                         | 神田村                       | 神田村                      | 昭和31年9月30日 平塚市に編入   | 平塚市                       | 平塚市   |
| 大 住 郡    | 大神村     | 大神村                 | 神田村                     | 神田村              | 神田村                    | 神田村                     | 神田村                          | 神田村                         | 神田村                       | 神田村                      | 昭和31年9月30日 平塚市に編入   | 平塚市                       | 平塚市   |
| 大 住 郡    | 下島村     | 下島村                 | 城島村                     | 城島村              | 城島村                    | 城島村                     | 城島村                          | 城島村                         | 城島村                       | 城島村                      | 昭和31年9月30日 平塚市に編入   | 平塚市                       | 平塚市   |
| 大 住 郡    | 小鍋島村   | 小鍋島村               | 城島村                     | 城島村              | 城島村                    | 城島村                     | 城島村                          | 城島村                         | 城島村                       | 城島村                      | 昭和31年9月30日 平塚市に編入   | 平塚市                       | 平塚市   |
| 大 住 郡    | 城所村     | 城所村                 | 城島村                     | 城島村              | 城島村                    | 城島村                     | 城島村                          | 城島村                         | 城島村                       | 城島村                      | 昭和31年9月30日 平塚市に編入   | 平塚市                       | 平塚市   |
| 大 住 郡    | 大島村     | 大島村                 | 城島村                     | 城島村              | 城島村                    | 城島村                     | 城島村                          | 城島村                         | 城島村                       | 城島村                      | 昭和31年9月30日 平塚市に編入   | 平塚市                       | 平塚市   |
| 大 住 郡    | 寺田縄村   | 寺田縄村               | 金田村                     | 金田村              | 金田村                    | 金田村                     | 金田村                          | 金田村                         | 金田村                       | 金田村                      | 昭和31年9月30日 平塚市に編入   | 平塚市                       | 平塚市   |
| 大 住 郡    | 長持村     | 長持村                 | 金田村                     | 金田村              | 金田村                    | 金田村                     | 金田村                          | 金田村                         | 金田村                       | 金田村                      | 昭和31年9月30日 平塚市に編入   | 平塚市                       | 平塚市   |
| 大 住 郡    | 飯島村     | 飯島村                 | 金田村                     | 金田村              | 金田村                    | 金田村                     | 金田村                          | 金田村                         | 金田村                       | 金田村                      | 昭和31年9月30日 平塚市に編入   | 平塚市                       | 平塚市   |
| 大 住 郡    | 入野村     | 入野村                 | 金田村                     | 金田村              | 金田村                    | 金田村                     | 金田村                          | 金田村                         | 金田村                       | 金田村                      | 昭和31年9月30日 平塚市に編入   | 平塚市                       | 平塚市   |
| 大 住 郡    | 入部村     | 入部村                 | 金田村                     | 金田村              | 金田村                    | 金田村                     | 金田村                          | 金田村                         | 金田村                       | 金田村                      | 昭和31年9月30日 平塚市に編入   | 平塚市                       | 平塚市   |
| 大 住 郡    | 土屋村     | 土屋村                 | 土沢村                     | 土沢村              | 土沢村                    | 土沢村                     | 土沢村                          | 土沢村                         | 土沢村                       | 土沢村                      | 昭和31年9月30日 平塚市に編入   | 平塚市                       | 平塚市   |
| 大 住 郡    | 上吉沢村   | 上吉沢村               | 土沢村                     | 土沢村              | 土沢村                    | 土沢村                     | 土沢村                          | 土沢村                         | 土沢村                       | 土沢村                      | 昭和31年9月30日 平塚市に編入   | 平塚市                       | 平塚市   |
| 大 住 郡    | 下吉沢村   | 下吉沢村               | 土沢村                     | 土沢村              | 土沢村                    | 土沢村                     | 土沢村                          | 土沢村                         | 土沢村                       | 土沢村                      | 昭和31年9月30日 平塚市に編入   | 平塚市                       | 平塚市   |
| 大 住 郡    | 上入山瀬村 | 明治11年 入山瀬村      | 岡崎村                     | 岡崎村              | 岡崎村                    | 岡崎村                     | 岡崎村                          | 岡崎村                         | 岡崎村                       | 岡崎村                      | 昭和31年9月30日 平塚市に編入   | 平塚市                       | 平塚市   |
| 大 住 郡    | 下入山瀬村 | 明治11年 入山瀬村      | 岡崎村                     | 岡崎村              | 岡崎村                    | 岡崎村                     | 岡崎村                          | 岡崎村                         | 岡崎村                       | 岡崎村                      | 昭和31年9月30日 平塚市に編入   | 平塚市                       | 平塚市   |
| 大 住 郡    | 矢崎村     | 矢崎村                 | 岡崎村                     | 岡崎村              | 岡崎村                    | 岡崎村                     | 岡崎村                          | 岡崎村                         | 岡崎村                       | 岡崎村                      | 昭和31年9月30日 平塚市に編入   | 平塚市                       | 平塚市   |
| 大 住 郡    | 丸島村     | 丸島村                 | 岡崎村                     | 岡崎村              | 岡崎村                    | 岡崎村                     | 岡崎村                          | 岡崎村                         | 岡崎村                       | 岡崎村                      | 昭和31年9月30日 平塚市に編入   | 平塚市                       | 平塚市   |
| 大 住 郡    | 大畑村     | 大畑村                 | 岡崎村                     | 岡崎村              | 岡崎村                    | 岡崎村                     | 岡崎村                          | 岡崎村                         | 岡崎村                       | 岡崎村                      | 昭和31年9月30日 平塚市に編入   | 平塚市                       | 平塚市   |
| 大 住 郡    | 西海地村   | 西海地村               | 岡崎村                     | 岡崎村              | 岡崎村                    | 岡崎村                     | 岡崎村                          | 岡崎村                         | 岡崎村                       | 岡崎村                      | 昭和31年9月30日 平塚市に編入   | 平塚市                       | 平塚市   |
| 大 住 郡    | 北大縄村   | 北大縄村               | 岡崎村                     | 岡崎村              | 岡崎村                    | 岡崎村                     | 岡崎村                          | 岡崎村                         | 岡崎村                       | 岡崎村                      | 昭和31年9月30日 平塚市に編入   | 平塚市                       | 平塚市   |
| 大 住 郡    | 馬渡村     | 馬渡村                 | 岡崎村                     | 岡崎村              | 岡崎村                    | 岡崎村                     | 岡崎村                          | 岡崎村                         | 岡崎村                       | 岡崎村                      | 昭和31年9月30日 伊勢原町に編入 | 昭和46年3月1日 市制 伊勢原市 | 伊勢原市 |
| 大 住 郡    | 大句村     | 大句村                 | 岡崎村                     | 岡崎村              | 岡崎村                    | 岡崎村                     | 岡崎村                          | 岡崎村                         | 岡崎村                       | 岡崎村                      | 昭和31年9月30日 伊勢原町に編入 | 昭和46年3月1日 市制 伊勢原市 | 伊勢原市 |
| 大 住 郡    | 伊勢原村   | 伊勢原村               | 伊勢原町                   | 伊勢原町            | 伊勢原町                  | 伊勢原町                   | 伊勢原町                        | 伊勢原町                       | 昭和29年12月1日 伊勢原町     | 伊勢原町                    | 伊勢原町                       | 昭和46年3月1日 市制 伊勢原市 | 伊勢原市 |
| 大 住 郡    | 板戸村     | 板戸村                 | 伊勢原町                   | 伊勢原町            | 伊勢原町                  | 伊勢原町                   | 伊勢原町                        | 伊勢原町                       | 昭和29年12月1日 伊勢原町     | 伊勢原町                    | 伊勢原町                       | 昭和46年3月1日 市制 伊勢原市 | 伊勢原市 |
| 大 住 郡    | 大竹村     | 明治初年 改称 東大竹村 | 伊勢原町                   | 伊勢原町            | 伊勢原町                  | 伊勢原町                   | 伊勢原町                        | 伊勢原町                       | 昭和29年12月1日 伊勢原町     | 伊勢原町                    | 伊勢原町                       | 昭和46年3月1日 市制 伊勢原市 | 伊勢原市 |
| 大 住 郡    | 田中村     | 田中村                 | 伊勢原町                   | 伊勢原町            | 伊勢原町                  | 伊勢原町                   | 伊勢原町                        | 伊勢原町                       | 昭和29年12月1日 伊勢原町     | 伊勢原町                    | 伊勢原町                       | 昭和46年3月1日 市制 伊勢原市 | 伊勢原市 |
| 大 住 郡    | 池端村     | 池端村                 | 伊勢原町                   | 伊勢原町            | 伊勢原町                  | 伊勢原町                   | 伊勢原町                        | 伊勢原町                       | 昭和29年12月1日 伊勢原町     | 伊勢原町                    | 伊勢原町                       | 昭和46年3月1日 市制 伊勢原市 | 伊勢原市 |
| 大 住 郡    | 下糟屋村   | 下糟屋村               | 成瀬村                     | 成瀬村              | 成瀬村                    | 成瀬村                     | 成瀬村                          | 成瀬村                         | 昭和29年12月1日 伊勢原町     | 伊勢原町                    | 伊勢原町                       | 昭和46年3月1日 市制 伊勢原市 | 伊勢原市 |
| 大 住 郡    | 見附島村   | 見附島村               | 成瀬村                     | 成瀬村              | 成瀬村                    | 成瀬村                     | 成瀬村                          | 成瀬村                         | 昭和29年12月1日 伊勢原町     | 伊勢原町                    | 伊勢原町                       | 昭和46年3月1日 市制 伊勢原市 | 伊勢原市 |
| 大 住 郡    | 東富岡村   | 東富岡村               | 成瀬村                     | 成瀬村              | 成瀬村                    | 成瀬村                     | 成瀬村                          | 成瀬村                         | 昭和29年12月1日 伊勢原町     | 伊勢原町                    | 伊勢原町                       | 昭和46年3月1日 市制 伊勢原市 | 伊勢原市 |
| 大 住 郡    | 高森村     | 高森村                 | 成瀬村                     | 成瀬村              | 成瀬村                    | 成瀬村                     | 成瀬村                          | 成瀬村                         | 昭和29年12月1日 伊勢原町     | 伊勢原町                    | 伊勢原町                       | 昭和46年3月1日 市制 伊勢原市 | 伊勢原市 |
| 大 住 郡    | 下落合村   | 下落合村               | 成瀬村                     | 成瀬村              | 成瀬村                    | 成瀬村                     | 成瀬村                          | 成瀬村                         | 昭和29年12月1日 伊勢原町     | 伊勢原町                    | 伊勢原町                       | 昭和46年3月1日 市制 伊勢原市 | 伊勢原市 |
| 大 住 郡    | 石田村     | 石田村                 | 成瀬村                     | 成瀬村              | 成瀬村                    | 成瀬村                     | 成瀬村                          | 成瀬村                         | 昭和29年12月1日 伊勢原町     | 伊勢原町                    | 伊勢原町                       | 昭和46年3月1日 市制 伊勢原市 | 伊勢原市 |
| 大 住 郡    | 粟窪村     | 粟窪村                 | 成瀬村                     | 成瀬村              | 成瀬村                    | 成瀬村                     | 成瀬村                          | 成瀬村                         | 昭和29年12月1日 伊勢原町     | 伊勢原町                    | 伊勢原町                       | 昭和46年3月1日 市制 伊勢原市 | 伊勢原市 |
| 大 住 郡    | 下谷村     | 下谷村                 | 大田村                     | 大田村              | 大田村                    | 大田村                     | 大田村                          | 大田村                         | 昭和29年12月1日 伊勢原町     | 伊勢原町                    | 伊勢原町                       | 昭和46年3月1日 市制 伊勢原市 | 伊勢原市 |
| 大 住 郡    | 上谷村     | 上谷村                 | 大田村                     | 大田村              | 大田村                    | 大田村                     | 大田村                          | 大田村                         | 昭和29年12月1日 伊勢原町     | 伊勢原町                    | 伊勢原町                       | 昭和46年3月1日 市制 伊勢原市 | 伊勢原市 |
| 大 住 郡    | 上平間村   | 上平間村               | 大田村                     | 大田村              | 大田村                    | 大田村                     | 大田村                          | 大田村                         | 昭和29年12月1日 伊勢原町     | 伊勢原町                    | 伊勢原町                       | 昭和46年3月1日 市制 伊勢原市 | 伊勢原市 |
| 大 住 郡    | 下平間村   | 下平間村               | 大田村                     | 大田村              | 大田村                    | 大田村                     | 大田村                          | 大田村                         | 昭和29年12月1日 伊勢原町     | 伊勢原町                    | 伊勢原町                       | 昭和46年3月1日 市制 伊勢原市 | 伊勢原市 |
| 大 住 郡    | 小稲葉村   | 小稲葉村               | 大田村                     | 大田村              | 大田村                    | 大田村                     | 大田村                          | 大田村                         | 昭和29年12月1日 伊勢原町     | 伊勢原町                    | 伊勢原町                       | 昭和46年3月1日 市制 伊勢原市 | 伊勢原市 |
| 大 住 郡    | 沼目村     | 沼目村                 | 大田村                     | 大田村              | 大田村                    | 大田村                     | 大田村                          | 大田村                         | 昭和29年12月1日 伊勢原町     | 伊勢原町                    | 伊勢原町                       | 昭和46年3月1日 市制 伊勢原市 | 伊勢原市 |
| 大 住 郡    | 上糟屋村   | 上糟屋村               | 高部屋村                   | 高部屋村            | 高部屋村                  | 高部屋村                   | 高部屋村                        | 高部屋村                       | 昭和29年12月1日 伊勢原町     | 伊勢原町                    | 伊勢原町                       | 昭和46年3月1日 市制 伊勢原市 | 伊勢原市 |
| 大 住 郡    | 日向村     | 日向村                 | 高部屋村                   | 高部屋村            | 高部屋村                  | 高部屋村                   | 高部屋村                        | 高部屋村                       | 昭和29年12月1日 伊勢原町     | 伊勢原町                    | 伊勢原町                       | 昭和46年3月1日 市制 伊勢原市 | 伊勢原市 |
| 大 住 郡    | 西富岡村   | 西富岡村               | 高部屋村                   | 高部屋村            | 高部屋村                  | 高部屋村                   | 高部屋村                        | 高部屋村                       | 昭和29年12月1日 伊勢原町     | 伊勢原町                    | 伊勢原町                       | 昭和46年3月1日 市制 伊勢原市 | 伊勢原市 |
| 大 住 郡    | 大山町     | 大山町                 | 大山町                     | 大山町              | 大山町                    | 大山町                     | 大山町                          | 大山町                         | 昭和29年12月1日 伊勢原町     | 伊勢原町                    | 伊勢原町                       | 昭和46年3月1日 市制 伊勢原市 | 伊勢原市 |
| 大 住 郡    | 子安村     | 子安村                 | 大山町                     | 大山町              | 大山町                    | 大山町                     | 大山町                          | 大山町                         | 昭和29年12月1日 伊勢原町     | 伊勢原町                    | 伊勢原町                       | 昭和46年3月1日 市制 伊勢原市 | 伊勢原市 |
| 大 住 郡    | 三之宮村   | 明治初年 三之宮村      | 比々多村                   | 比々多村            | 比々多村                  | 比々多村                   | 比々多村                        | 比々多村                       | 昭和29年12月1日 伊勢原町     | 伊勢原町                    | 伊勢原町                       | 昭和46年3月1日 市制 伊勢原市 | 伊勢原市 |
| 大 住 郡    | 伯母様村   | 明治初年 三之宮村      | 比々多村                   | 比々多村            | 比々多村                  | 比々多村                   | 比々多村                        | 比々多村                       | 昭和29年12月1日 伊勢原町     | 伊勢原町                    | 伊勢原町                       | 昭和46年3月1日 市制 伊勢原市 | 伊勢原市 |
| 大 住 郡    | 栗原村     | 明治初年 三之宮村      | 比々多村                   | 比々多村            | 比々多村                  | 比々多村                   | 比々多村                        | 比々多村                       | 昭和29年12月1日 伊勢原町     | 伊勢原町                    | 伊勢原町                       | 昭和46年3月1日 市制 伊勢原市 | 伊勢原市 |
| 大 住 郡    | 神戸村     | 神戸村                 | 比々多村                   | 比々多村            | 比々多村                  | 比々多村                   | 比々多村                        | 比々多村                       | 昭和29年12月1日 伊勢原町     | 伊勢原町                    | 伊勢原町                       | 昭和46年3月1日 市制 伊勢原市 | 伊勢原市 |
| 大 住 郡    | 坪之内村   | 坪之内村               | 比々多村                   | 比々多村            | 比々多村                  | 比々多村                   | 比々多村                        | 比々多村                       | 昭和29年12月1日 伊勢原町     | 伊勢原町                    | 伊勢原町                       | 昭和46年3月1日 市制 伊勢原市 | 伊勢原市 |
| 大 住 郡    | 白根村     | 白根村                 | 比々多村                   | 比々多村            | 比々多村                  | 比々多村                   | 比々多村                        | 比々多村                       | 昭和29年12月1日 伊勢原町     | 伊勢原町                    | 伊勢原町                       | 昭和46年3月1日 市制 伊勢原市 | 伊勢原市 |
| 大 住 郡    | 串橋村     | 串橋村                 | 比々多村                   | 比々多村            | 比々多村                  | 比々多村                   | 比々多村                        | 比々多村                       | 昭和29年12月1日 伊勢原町     | 伊勢原町                    | 伊勢原町                       | 昭和46年3月1日 市制 伊勢原市 | 伊勢原市 |
| 大 住 郡    | 善波村     | 善波村                 | 比々多村                   | 比々多村            | 比々多村                  | 比々多村                   | 比々多村                        | 比々多村                       | 昭和29年12月1日 伊勢原町     | 伊勢原町                    | 伊勢原町                       | 昭和46年3月1日 市制 伊勢原市 | 伊勢原市 |
| 大 住 郡    | 笠窪村     | 笠窪村                 | 比々多村                   | 比々多村            | 比々多村                  | 比々多村                   | 比々多村                        | 比々多村                       | 昭和29年12月1日 伊勢原町     | 伊勢原町                    | 伊勢原町                       | 昭和46年3月1日 市制 伊勢原市 | 伊勢原市 |
| 大 住 郡    | 戸田村     | 戸田村                 | 相川村                     | 相川村              | 相川村                    | 相川村                     | 相川村                          | 相川村                         | 昭和30年7月8日 厚木市に編入  | 厚木市                      | 厚木市                         | 厚木市                       | 厚木市   |
| 大 住 郡    | 長沼村     | 長沼村                 | 相川村                     | 相川村              | 相川村                    | 相川村                     | 相川村                          | 相川村                         | 昭和30年7月8日 厚木市に編入  | 厚木市                      | 厚木市                         | 厚木市                       | 厚木市   |
| 大 住 郡    | 酒井村     | 酒井村                 | 相川村                     | 相川村              | 相川村                    | 相川村                     | 相川村                          | 相川村                         | 昭和30年7月8日 厚木市に編入  | 厚木市                      | 厚木市                         | 厚木市                       | 厚木市   |
| 大 住 郡    | 上落合村   | 上落合村               | 相川村                     | 相川村              | 相川村                    | 相川村                     | 相川村                          | 相川村                         | 昭和30年7月8日 厚木市に編入  | 厚木市                      | 厚木市                         | 厚木市                       | 厚木市   |
| 大 住 郡    | 岡田村     | 岡田村                 | 相川村                     | 相川村              | 相川村                    | 相川村                     | 相川村                          | 相川村                         | 昭和30年7月8日 厚木市に編入  | 厚木市                      | 厚木市                         | 厚木市                       | 厚木市   |
| 大 住 郡    | 下津古久村 | 下津古久村             | 相川村                     | 相川村              | 相川村                    | 相川村                     | 相川村                          | 相川村                         | 昭和30年7月8日 厚木市に編入  | 厚木市                      | 厚木市                         | 厚木市                       | 厚木市   |
| 淘 綾 郡    | 大磯宿     | 大磯宿                 | 大磯町                     | 大磯町              | 大磯町                    | 大磯町                     | 大磯町                          | 大磯町                         | 昭和29年12月1日 大磯町       | 大磯町                      | 大磯町                         | 大磯町                       | 大磯町   |
| 淘 綾 郡    | 西小磯村   | 西小磯村               | 大磯町                     | 大磯町              | 大磯町                    | 大磯町                     | 大磯町                          | 大磯町                         | 昭和29年12月1日 大磯町       | 大磯町                      | 大磯町                         | 大磯町                       | 大磯町   |
| 淘 綾 郡    | 高麗村     | 高麗村                 | 大磯町                     | 大磯町              | 大磯町                    | 大磯町                     | 大磯町                          | 大磯町                         | 昭和29年12月1日 大磯町       | 大磯町                      | 大磯町                         | 大磯町                       | 大磯町   |
| 淘 綾 郡    | 東小磯村   | 東小磯村               | 大磯町                     | 大磯町              | 大磯町                    | 大磯町                     | 大磯町                          | 大磯町                         | 昭和29年12月1日 大磯町       | 大磯町                      | 大磯町                         | 大磯町                       | 大磯町   |
| 淘 綾 郡    | 生沢村     | 生沢村                 | 国府村                     | 国府村              | 国府村                    | 国府村                     | 国府村                          | 昭和27年4月1日 町制 国府町     | 昭和29年12月1日 大磯町       | 大磯町                      | 大磯町                         | 大磯町                       | 大磯町   |
| 淘 綾 郡    | 寺坂村     | 寺坂村                 | 国府村                     | 国府村              | 国府村                    | 国府村                     | 国府村                          | 昭和27年4月1日 町制 国府町     | 昭和29年12月1日 大磯町       | 大磯町                      | 大磯町                         | 大磯町                       | 大磯町   |
| 淘 綾 郡    | 黒岩村     | 黒岩村                 | 国府村                     | 国府村              | 国府村                    | 国府村                     | 国府村                          | 昭和27年4月1日 町制 国府町     | 昭和29年12月1日 大磯町       | 大磯町                      | 大磯町                         | 大磯町                       | 大磯町   |
| 淘 綾 郡    | 国府本郷村 | 国府本郷村             | 国府村                     | 国府村              | 国府村                    | 国府村                     | 国府村                          | 昭和27年4月1日 町制 国府町     | 昭和29年12月1日 大磯町       | 大磯町                      | 大磯町                         | 大磯町                       | 大磯町   |
| 淘 綾 郡    | 虫窪村     | 虫窪村                 | 国府村                     | 国府村              | 国府村                    | 国府村                     | 国府村                          | 昭和27年4月1日 町制 国府町     | 昭和29年12月1日 大磯町       | 大磯町                      | 大磯町                         | 大磯町                       | 大磯町   |
| 淘 綾 郡    | 国府新宿   | 国府新宿               | 国府村                     | 国府村              | 国府村                    | 国府村                     | 国府村                          | 昭和27年4月1日 町制 国府町     | 昭和29年12月1日 大磯町       | 大磯町                      | 大磯町                         | 大磯町                       | 大磯町   |
| 淘 綾 郡    | 西窪村     | 西窪村                 | 国府村                     | 国府村              | 国府村                    | 国府村                     | 国府村                          | 昭和27年4月1日 町制 国府町     | 昭和29年12月1日 大磯町       | 大磯町                      | 大磯町                         | 大磯町                       | 大磯町   |
| 淘 綾 郡    | 一色村     | 一色村                 | 吾妻村                     | 吾妻村              | 吾妻村                    | 吾妻村                     | 昭和10年11月3日 町制改称 二宮町 | 二宮町                         | 二宮町                       | 二宮町                      | 二宮町                         | 二宮町                       | 二宮町   |
| 淘 綾 郡    | 川匂村     | 川匂村                 | 吾妻村                     | 吾妻村              | 吾妻村                    | 吾妻村                     | 昭和10年11月3日 町制改称 二宮町 | 二宮町                         | 二宮町                       | 二宮町                      | 二宮町                         | 二宮町                       | 二宮町   |
| 淘 綾 郡    | 中里村     | 中里村                 | 吾妻村                     | 吾妻村              | 吾妻村                    | 吾妻村                     | 昭和10年11月3日 町制改称 二宮町 | 二宮町                         | 二宮町                       | 二宮町                      | 二宮町                         | 二宮町                       | 二宮町   |
| 淘 綾 郡    | 二宮村     | 二宮村                 | 吾妻村                     | 吾妻村              | 吾妻村                    | 吾妻村                     | 昭和10年11月3日 町制改称 二宮町 | 二宮町                         | 二宮町                       | 二宮町                      | 二宮町                         | 二宮町                       | 二宮町   |
| 淘 綾 郡    | 山西村     | 山西村                 | 吾妻村                     | 吾妻村              | 吾妻村                    | 吾妻村                     | 昭和10年11月3日 町制改称 二宮町 | 二宮町                         | 二宮町                       | 二宮町                      | 二宮町                         | 二宮町                       | 二宮町   |

## 行政
歴代郡長
『神奈川県史 別編1 人物』による。
| 代 | 氏名     | 就任年月日             | 退任年月日                | 備考                   |
| -- | -------- | ---------------------- | ------------------------- | ---------------------- |
| 1  | 曽根盛鎮 | 明治29年（1896年）4月  |                           | 大住・淘綾郡長より就任 |
| 2  | 白根鼎三 | 明治33年（1900年）12月 | 明治45年（1912年）5月     |                        |
| 3  | 宗真彦   | 明治45年（1912年）5月  | 大正5年（1916年）1月      |                        |
| 4  | 武田巌作 | 大正5年（1916年）1月   | 大正8年（1919年）8月      |                        |
| 5  | 細川義方 | 大正8年（1919年）8月   | 大正8年（1919年）11月     |                        |
| 6  | 吉野勝   | 大正8年（1919年）12月  | 大正12年（1923年）2月     |                        |
| 7  | 岡田純夫 | 大正12年（1923年）2月  | 大正13年（1924年）12月    |                        |
| 8  | 森茂樹   | 大正13年（1924年）12月 | 大正15年（1926年）6月30日 | 郡役所廃止により、廃官 |